# Bujar Bukoshi

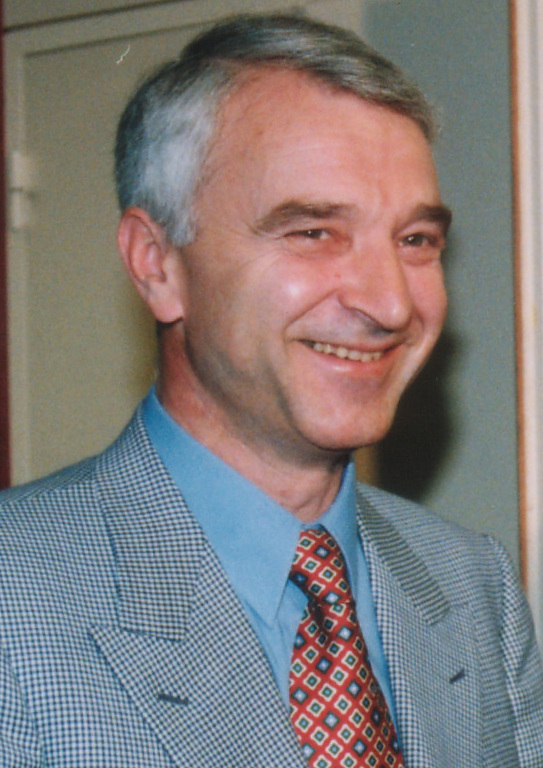
Bujar Bukoshi (1994)

Bujar Bukoshi (* 13. Mai 1947 in Suhareka, SFR Jugoslawien; † 10. Juni 2025 in Prishtinë) war ein kosovarischer Politiker (LDK). Er war Premierminister des Kosovo vom 5. Oktober 1991 bis zum 1. Februar 2000, davon im Exil in Bonn von 1993 bis 1999.

## Leben
Er studierte Medizin an der Universität Belgrad. Er zählt zu den Gründern der Demokratischen Liga des Kosovo (LDK) und war später Vorsitzender dieser Partei.
Bujar Bukoshi konnte nach dem Kosovokrieg nicht an seine vorherigen Erfolge anknüpfen, da Ibrahim Rugova ihm in seiner Partei einen sehr niedrigen Posten gegeben hatte. Bukoshi gründete im April 2002 seine eigene Partei, Partia e re e Kosovë (PreK, dt. Neue Partei des Kosovo). Nach mäßigem Erfolg bei den Gemeindewahlen 2002 bekam die PrK bei den Parlamentswahlen 2004 weniger als 1 Prozent der Stimmen. Nach Rugovas Tod im Jahre 2006 löste er die Partei auf und ging zurück zur LDK.